# Lee Naylor
Pour les articles homonymes, voir Naylor et Lee Naylor (athlète).
Lee Martyn Naylor (né à Bloxwich le 19 mars 1980) est un footballeur anglais évoluant au poste de défenseur. 
Formé aux Wolverhampton Wanderers, club de Championship (2e division anglaise) où il effectue une grande partie de sa carrière, il arrive à Glasgow (Écosse) en août 2006 et signe pour le Celtic FC, où il est l'un des joueurs les plus utilisés de l'effectif de Gordon Strachan. En août 2010, il signe à Cardiff City.

## Carrière en club

### Wolverhampton Wanderers
Naylor est né à Bloxwich où il suit les cours de la Sneyd Comprehensive School, avant d'être engagé par les Wolverhampton Wanderers à sa sortie de l'école en 1996. Il fait ses débuts avec son club le 12 octobre 1997 au cours d'une défaite 0-1 sur le terrain de Birmingham City. Positionné arrière-gauche, il s'impose comme un titulaire indiscutable pour plusieurs saisons et fait partie de l'équipe qui décroche la promotion en Premier League à l'issue de la saison 2002-2003 en s'imposant dans les playoffs. 
Il est le seul joueur des « Wolves » à participer à tous les matchs de la saison 2003-2004 qui se termine par la relégation en Championship. Malgré la descente en division inférieure, il décide de rester au club deux saisons supplémentaires. Sous la direction de Glenn Hoddle, il suscite l'intérêt de plusieurs clubs.

### Celtic
Naylor signe pour le Celtic le 23 août 2006, pour un montant de 600 000 £ assorti du transfert de Charlie Mulgrew, un contrat de trois ans et devient immédiatement titulaire dans l'équipe au poste d'arrière-gauche. Il est élu joueur du mois en octobre 2006 et est nommé pour obtenir le titre de joueur de la Scottish Premier League, qui sera finalement décerné à un autre joueur du Celtic, Shunsuke Nakamura Il remporte le championnat d'Écosse 2006-2007 ainsi que la Coupe d'Écosse la même année et participe également à tous les matchs de la campagne européenne. Il inscrit son premier but pour le Celtic de son mauvais pied, le droit, alors que l'équipe s'impose 2-0 contre Hibernian le 1er mars 2008. Son deuxième but arrive un an plus tard, d'une volée du pied gauche, permettant au Celtic d'obtenir un match nul 2-2 contre Dundee United le 2 mars 2009.
Le 4 mai 2010, il marque sur coup franc contre les Rangers. Ce même jour, il devient aussi passeur décisif, envoyant un ballon idéal sur la tête de Marc-Antoine Fortuné. Le Celtic l'emporte 2-1 et Naylor réalise sa meilleure performance sous le maillot vert et blanc.
À l'expiration de son contrat en juin 2010, il quitte le Celtic.

### Cardiff City
En juillet 2010, Naylor s'entraîne une semaine avec son ancien club de Wolverhampton afin de garder le rythme. Le 19 août 2010, il accepte l'offre de Cardiff City après s'y être entraîné quelques semaines.
Il est immédiatement propulsé titulaire au poste d'arrière-gauche. Il est libéré par le club à l'issue de la saison 2011-2012.

### Accrington Stanley
Après avoir été libéré de son contrat à Cardiff City, Lee Naylor signe un contrat d'un an à Accrington Stanley en Football League Two (4e division anglaise). Il finit son contrat là-bas et part ensuite à Derby County en Championship (2e division anglaise).

### Derby County
Le 27 février 2014 il rejoint Derby County. À l'issue de la saison 2014-15, il est libéré par Derby.

## Carrière internationale
Alors qu'il joue pour les Wolves, Naylor honore aussi quelques élections au sein de l'équipe d'Angleterre espoirs. Après sa superbe première saison au Celtic, le sélectionneur anglais Steve McClaren envisage de faire appel à lui en équipe première, mais une blessure ampute ses chances et McClaren renonce à l'appeler. Si la sélection avait eu lieu, il aurait été le premier joueur anglais du championnat écossais à être appelé en équipe d'Angleterre depuis Alan Thompson en 2004.

## Statistiques
| Saison      | Club                    | Pays           | Championnat        | Coupes nationales | Coupes continentales          |
| ----------- | ----------------------- | -------------- | ------------------ | ----------------- | ----------------------------- |
| 1997 - 1998 | Wolverhampton Wanderers | Division One   | 16 matchs          | 5 matchs / 1 but  | -                             |
| 1998 - 1999 | Wolverhampton Wanderers | Division One   | 23 matchs / 1 but  | 4 matchs          | -                             |
| 1999 - 2000 | Wolverhampton Wanderers | Division One   | 30 matchs / 2 buts | 5 matchs          | -                             |
| 2000 - 2001 | Wolverhampton Wanderers | Division One   | 46 matchs / 1 but  | 7 matchs          | -                             |
| 2001 - 2002 | Wolverhampton Wanderers | Division One   | 27 matchs          | -                 | -                             |
| 2002 - 2003 | Wolverhampton Wanderers | Division One   | 35 matchs / 2 buts | 6 matchs          | -                             |
| 2003 - 2004 | Wolverhampton Wanderers | Premier League | 38 matchs          | 5 matchs          | -                             |
| 2004 - 2005 | Wolverhampton Wanderers | Championship   | 38 matchs / 1 but  | 3 matchs          | -                             |
| 2005 - 2006 | Wolverhampton Wanderers | Championship   | 40 matchs / 1 but  | 2 matchs          | -                             |
| 2006 - 2007 | Wolverhampton Wanderers | Championship   | 3 matchs           | -                 | -                             |
| 2006 - 2007 | Celtic                  | Premier League | 32 matchs          | 5 matchs          | 8 matchs (C1)                 |
| 2007 - 2008 | Celtic                  | Premier League | 33 matchs / 1 but  | 5 matchs          | 9 matchs (C1)                 |
| 2008 - 2009 | Celtic                  | Premier League | 23 matchs / 1 but  | 4 matchs          | 3 matchs (C1)                 |
| 2009 - 2010 | Celtic                  | Premier League | 12 matchs / 1 but  | 2 matchs          | 2 matchs (C1) + 3 matchs (C3) |
| 2010 - 2011 | Cardiff City            | Championship   | 28 matchs / 2 buts | 3 matchs          | -                             |
| 2011 - 2012 | Cardiff City            | Championship   | 2 matchs           | 4 matchs          | -                             |

Dernière mise à jour le 8 janvier 2012

## Palmarès
Wolverhampton Wanderers
- Play-offs de Championship : 1
  - Vainqueur 2003

 Celtic
- Premier League : 2
  - Vainqueur 2007 et 2008
- Coupe d'Écosse : 1
  - Vainqueur 2007

### Personnel
- Membre de l'équipe-type de Scottish Premier League en 2007